# Нагайтис, Адам
Адам Мэттью Нагайтис (англ. Adam Matthew Nagaitis; род. 7 июня 1985, Чорли, Ланкашир, Англия, Великобритания) — британский актер.

## Биография
Адам Нагайтис родился 7 июня 1985 года в городе Чорли, графство Ланкашир, Англия. Закончил Актерскую студию Стеллы Адлер в Нью-Йорке и в 2012 году Королевскую академию драматического искусства в Лондоне.
С 2000 года сыграл около 30 ролей в кино и на телевидении. Наибольшую известность ему принесли роли Корнелиуса Хикки в телесериале «AMC» «Террор» и Василия Игнатенко в мини-сериале «HBO» «Чернобыль» (2019).